# Wolfgang Sauer (General)
Wolfgang Sauer (* 23. April 1944 in Temesvar) ist ein Brigadegeneral außer Dienst des Heeres der Bundeswehr.

## Leben
Sauer trat am 1. Oktober 1963 bei der Ausbildungskompanie 16/4 in Gärmersdorf (später eingemeindet zu Kümmersbruck) in die Bundeswehr ein. Von 1964 bis 1965 durchlief er die Offizierausbildung zum Offizier des Truppendienstes der Panzertruppe bei der 2. Kompanie des Panzerbataillons 123 in Gärmersdorf und der Heeresoffizierschule III in München. Von 1965 bis 1970 war er Zugführer-Offizier und von 1970 bis 1971 Offizier für Militärisches Nachrichtenwesen und Personalwesen (S2/S1) im Panzerbataillon 123, von 1971 bis 1974 Kompaniechef der 2. Kompanie des Panzerbataillons 124 und von 1974 bis 1980 Kompaniechef der 1. Kompanie (Stabs- und Versorgungskompanie) des Panzerbataillons 124 in Gärmersdorf. Anschließend war er von 1980 bis 1983 Stabsoffizier für Planung, Ausbildung und Organisation (S3) und stellvertretender Bataillonskommandeur des Panzerbataillons 194 in Münster und von 1982 bis 1985 Panzerstabsoffizier im Heeresamt in Köln.
Von 1985 bis 1986 absolvierte Sauer den Verwendungslehrgang Generalstabsausbildung an der Führungsakademie der Bundeswehr in Hamburg, wo er zum Offizier im Generalstabsdienst ausgebildet wurde. Danach war er Bataillonskommandeur des Panzerbataillons 83 in Lüneburg von 1986 bis 1989, Bataillonskommandeur des Panzerlehrbataillons 93 in Munster von 1989 bis 1992 und stellvertretender Brigadekommandeur sowie Kommandeur Brigadeeinheiten der Panzerbrigade 24 in Landshut von 1992 bis 1994. Anschließend nahm er am Lehrgang am NATO Defense College in Rom teil, bevor er 1995 Brigadekommandeur der Panzergrenadierbrigade 40/Kommandeur Verteidigungsbezirkskommando 86 in Schwerin wurde. Nach der Trennung der beiden Dienststellen zum 1. Oktober 1996 blieb er noch bis 22. September 1999 Brigadekommandeur der Panzergrenadierbrigade 40. Sein Nachfolger wurde der spätere Generalinspekteur der Bundeswehr, Volker Wieker. Ab Oktober 1999 war Sauer in seiner letzten Verwendung Abteilungsleiter II und General Ausbildung Heer im Heeresamt in Köln. Mit Ablauf des September 2003 wurde er in den Ruhestand versetzt.

## Auslandseinsätze
- 28. Juli 1999 bis 15. Dezember 1999: Kommandeur Multinationale Brigade Süd, KFOR, Kosovo

## Auszeichnungen
- Ehrenkreuz der Bundeswehr in Gold